# Böhen
Böhen je obec v německé spolkové zemi Bavorsko, v zemském okrese Unterallgäu ve vládním obvodu Švábsko.
V roce 2015 zde žilo 741 obyvatel.

## Poloha
Sousední obce jsou: Bad Grönenbach, Dietmannsried, Ottobeuren, Untrasried a Wolfertschwenden.